# عملية الشهيد سليماني
في 8 يناير 2020، شن الحرس الثوري الإيراني هجومًا صاروخيًا على قاعدة عين الأسد الجوية في محافظة الأنبار غربي العراق، وعلى قاعدة جوية أخرى في أربيل، كردستان العراق، في عملية عسكرية أطلق عليها اسم "عملية الشهيد سليماني". في البداية، أفادت الولايات المتحدة بأنه لم يُصب أي من أفراد قواتها في الهجوم، إلا أن وزارة الدفاع الأمريكية اعترفت لاحقًا بإصابة 109 جنود أمريكيين بارتجاج في الدماغ نتيجة الضربات الإيرانية.  

جاء هذا الهجوم رداً على اغتيال الولايات المتحدة للواء قاسم سليماني في 3 يناير 2020، وهو قائد فيلق القدس، أحد الفرق التابعة للحرس الثوري الإيراني والمسؤولة عن تنفيذ عمليات خارج الحدود الإقليمية.

## خلفية
حسب تصريحات التلفزيون الحكومي الإيراني إن الهجوم جاء انتقاما بعد مقتل اللواء قاسم سليماني في غارة جوية بدون طيار في بغداد، بناء على أوامر الرئيس الأمريكي دونالد ترامب. وقال أيضا الحرس الثوري الإيراني إن الهجوم كان ردًّا على مقتل سليماني.

## القصف
بحلول الـ 23:10 من مساء السابع من كانون الثاني/يناير 2020 بتوقيت جرينتش (02:40 من صباح اليوم الموالي حسب توقيت إيران)؛ تحدثت مصادر أمنية عراقية عن قصفٍ صاروخي عبر تسعِ صواريخ يستهدفُ قاعدة عين الأسد التي تضمُّ قوات أمريكية وذلك بالتزامنِ مع تحدث مصادر محليّة أخرى عن سماعِ دوي انفجار في مدينة أربيل بكردستان العراق. ثلث ساعة بعد ذلك حتى نقل التلفزيون الإيراني بيانًا للحرس الثوري يقولُ فيهِ «إنه نفذ هجومًا صاروخيًا على قاعدة عين الاسد بالعراق عبر إطلاق عددٍ من الصواريخ أرض أرض وذلك انتقامًا لاغتيال سليماني.»
بعد حوالي نصف الساعة من الهجوم؛ نشرت وسائل إعلام إيرانيّة صور وفيديوات أولية للقصف الصاروخي الذي تبنّاه حرس الثورة. أعلنَ البيت الأبيض في نفس الوقت تقريبًا عن «علمهِ بالتقارير التي تتحدث عن هجومٍ على منشآت عراقية والرئيس ترامب على علمٍ ويُتابع عن كثب»؛ قبل أن يُعلِن أن «الرئيس يعقدُ مشاروات مع مجلس الأمن القومي لبحث التطورات بعد القصف الصاروخي على القاعدة التي تستضيفُ جنودًا من أمريكا.»
نشرَ الحرس الثوري بيانًا ثانيًا قال فيهِ «إنه تمّ إطلاق عشرات صواريخ أرض-أرض على قاعدة عين الأسد» مُحذرًا «حلفاء واشنطن الذين يستقبلون قواعد أمريكية باستهدافِ تلك القواعد إذا انطلق منها هجوم ضدّ طهران»، ثم تلاهُ بيانٌ من البنتاغون الذي أكّد فيهِ على «أن إيران أطلقت أكثر من 10 صواريخ باليستية على الجيش الأمريكي وقوات التحالف في العراق ونعمل على التقييم الأولي للخسائر.»
في تمام الساعة 00:20 حسب توقيت جرينتش (03:50 في إيران)؛ بدأت وسائلُ إعلام إيرانيّة وعلى رأسها وكالة تسنيم الدولية للأنباء في الحديثِ عن موجة ثانية من الهجوم الصاروخي للحرس الثوري على القاعدة الجويّة الأمريكية بالعراق،  ثم أصدر هذا الأخير بيانًا ثالثًا دعا فيهِ الولايات المتحدة لإخراج قواتها العسكرية من العراق تجنبًا لسقوطِ عددٍ أكبرٍ من القوات الأمريكية ومُحذرًا من أن أيّ «عدوان أمريكي» على طهران سيواجهُ «بِرد ساحق».
بعد ساعتين من الهجوم الأول على قاعدة عين الأسد؛ بدأت المصادر العسكريّة في الحديثِ عن تفاصيل ما جرى حيثُ قالت مصادر محليّة في العراق إنّ صاروخًا قد سقطَ قُرب مطار أربيل دون أن ينفجر وآخر في الأراضي الزراعية المجاورة دون وقوعِ أيّ ضحايا؛ فيما تحدثت وكالة الأنباء السورية عن تحليقٍ مكثفٍ للطائرات الأمريكية في سماء دير الزور عند الحدود مع العراق شمال شرقي سوريا؛ وتحدثت مصادر عسكرية عراقية عن تحليقٍ مكثفٍ أيضًا لمروحيات عسكرية فوق المنطقة الخضراء في بغداد.

## التداعيات
أعلنت وكالة الطيران الفيدرالي الأمريكي مراقبتها للأحداث في الشرق الأوسط عن كثبٍ لرصدِ أيّ تهديداتٍ محتملةٍ لسلامة الطيران المدني؛ فيما حظرت إدارة الطيران الاتحادية على شركات الطيران المدني الأمريكية التحليق في المجال الجوي للعراق وإيران والخليج وخليج عمان. أوصت الوكالة الاتحادية للنقل الجوي هي الأخرى شركات الطيران الروسيّة بعدم التحليقِ في أجواء العراق وإيران والخليج؛ بينما علّقت الخطوط الجوية الفرنسية جميع الرحلات في الأجواء الإيرانية والعراقية،  ونفس الأمر فعلتهُ شركة طيران لوفتهانزا التي علّقت رحلاتها بين ألمانيا وإيران وأربيل.
تزامن القصف الإيراني على قاعدة عين الأسد مع تحطّم طائرة تابعة للخطوط الأوكرانية كان على متنها 176 شخصًا وذلك بُعيدَ إقلاعها من مطار الإمام الخميني في طهران،  وكان التلفزيون الإيراني قد أعلنَ مقتل جميع من كانوا على متن الطائرة الأوكرانية المنكوبة.
أنكرت إيران مسؤوليتها عن الحادثة في بادئ الأمر ثم عادت واعترفت بمسؤوليتها وعزته إلى خطأ بشري

## ردود الفعل

### إيران
في 8 كانو الثاني/يناير 2020، وصف المرشد الأعلى الإيراني، علي خامنئي، الغارات الجوية بأنها «صفعة قوية على وجه الولايات المتحدة»، وقال: «ان الانتقام لسليماني قضية أخرى، وان العمل العسكري لا يكفي، وينبغي إنهاء الوجود الفاسد للولايات المتحدة في المنطقة.»، وقال المتحدث باسمِ الحكومة الإيرانية أنه «إذا فكّر الأمريكيون في الرد سيتلقون ردا أكثر إيلامًا» مؤكدًا أن «طرد الأمريكيين سيُساعد على تعزيز الأمن في المنطقة.»
وأعلنَ مستشار الرئيس الإيراني في وقتٍ لاحقٍ «أن أيّ تحركٍ عسكري أمريكي ضد إيران سيؤدي لحرب واسعة في كل المنطقة»،  فيما قال وزيرُ الخارجية الإيراني جواد ظريف «أن إيران لا تسعى إلى التصعيدِ أو الحرب لكنها ستُدافع عن نفسها في وجه أيّ عدوان.» نقلت وسائل إعلام إيرانيّة بيانًا جديدًا للحرس هدّد فيهِ بموجة ثالثة من الصواريخ تدمر دبي وحيفا إذا ردّت واشنطن على الهجوم؛ فيما قال المتحدثُ باسم الحرس «إن الإيرانييين ومحور المقاومة وحرس الثورة مُصرّون على مواصلة نهج سليماني.». كما حذّر الحرس الدول التي تستضيف على أراضيها قواعد أمريكية، إذا أقدمت الولايات المتحدة بالرد «فسيتم استهداف مصدر الأعمال العدائية والعدوانية التي تستهدف إيران».

### الولايات المتحدة
في أول ردٍ للرئيس الأمريكي على الاستهداف الإيراني؛ غرّد دونالد ترامب على حسابه الرسمي في موقع تويتر بالقول «إنَّ كل شيء على ما يُرام وجاري تقييم الخسائر بعد الهجوم الصاروخي الإيراني على قاعدتين بالعراق ... سأُدلي ببيانٍ صباح الأربعاء [الموافق للثامن من كانون الثاني/يناير 2020].» وفي إعلانه، قلل ترامب من تأثير الضربات الجوية وأعلن فرض عقوبات جديدة على إيران. وذكر أيضًا أنه مستعد «لاحتضان السلام».
نصح الأعضاء الجمهوريون في مجلس الشيوخ الأمريكي إدارة ترامب بإلغاء موقفها مع إيران، وقال زعيم الأغلبية في مجلس الشيوخ ميتش ماكونيل، «أعتقد أن الرئيس يريد تجنب الصراع أو الخسارة التي لا داعي لها في الأرواح، لكنه على استعداد بحق لحماية الأرواح والمصالح الأمريكية وآمل أن لا يخطئ الزعماء الإيرانيون في حساباتهم عن طريق التشكيك في إرادتنا الجماعية في شن مزيد من الهجمات».

### دوليًّا
اعتبرت وزارة الخارجية الروسية بأنه دليل على التصعيد، وقالت المتحدثة باسم الخارجية الروسية ماريا زاخاروفا «...ما تحدثنا عنه سابقا يتأجج، لقد حذرنا من هذا التصعيد...»
- قال  الاتحاد الأوروبي بأنه لا يجوز وقوع العراق ضحية لحروب الآخرين حيث صرح سفير الاتحاد الأوروبي في العراق مارتن هوث «ايران ينتهك سيادة العراق بهجومه على قاعدة عين الأسد. وهذا بعد ان اشتكى العراق من انتهاك الولايات المتحدة لسيادته في 3/1. فالعراق لا يستحق ان يكون ضحية حروب الآخرين!»[48]

## الخسائر والإصابات

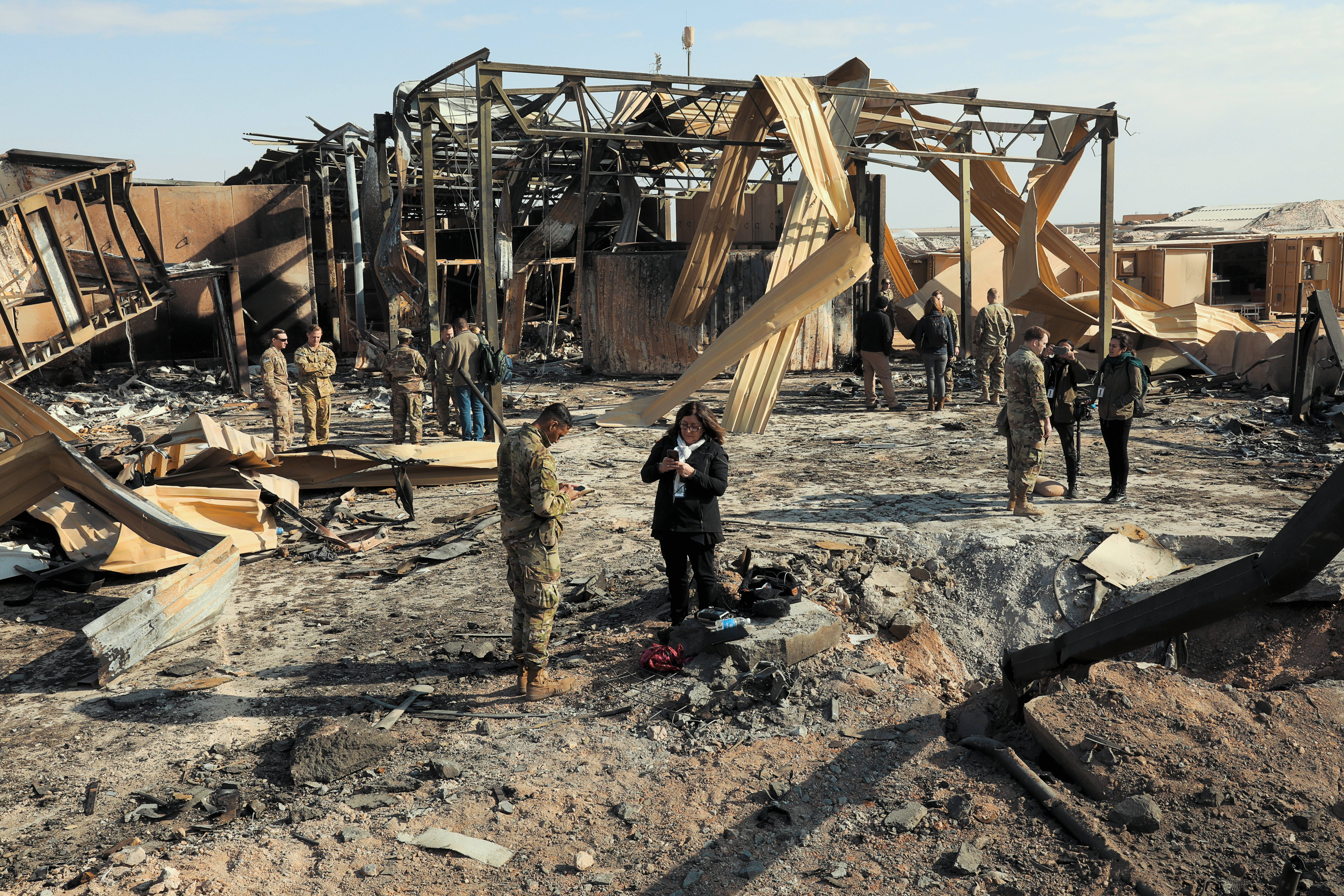
قاعدة عين الأسد بعد الهجمات الصاروخية الإيرانية

قدّر الجيش الأمريكي في البداية أنه لم تقع خسائر في صفوف القوات الأمريكية، وأكد الرئيس ترامب ذلك لاحقًا. لكن أعلن التليفزيون الإيراني سقوط 80 جنديا أمريكيا على الأقل في الهجمات وأكد أن أضرار جسيمة لحقت بالطائرات الهليكوبتر الأمريكية والعديد من المعدات العسكرية، رغم محاولة الأمريكيين إخفاء الحقائق. مع الاستمرار في إرسال رسالة قوية من العزم في أعقاب مقتل قاسم سليماني على يد القوات الأمريكية.
صرح المسؤولون الأمريكيون أن تقييم الأضرار الناجمة عن القنابل كان جارياً في الساعات التي تلت الهجوم. وصرح الرئيس الأمريكي دونالد ترامب في وقت لاحق أنه يجري تقييم للخسائر والأضرار،  كان التقييم الأولي أنه لم يكن هناك «ضحايا أمريكيون»  وأن الصواريخ أصابت مناطق من قاعدة عين الأسد الجوية التي لا يسكنها الأمريكيون،  وقال مصدر أمني عراقي إن هناك خسائر بشرية في القاعدة،  ومع ذلك أبلغ الجيش العراقي في وقت لاحق عن عدم وجود خسائر في صفوف قواته،  أضاف كبار المسؤولين العراقيين في تصريحاتهم أنه لم تكن هناك خسائر أمريكية أو عراقية ناتجة عن الغارات.
ومن بين قوات التحالف الموجودة في القاعدتين أكدت أستراليا  وكندا  والدنمارك  وفنلندا  وليتوانيا  والنرويج  وبولندا  أن قواتهم لم تصب بأذى. كما أعلن الأمين العام لمنظمة أوبك محمد باركيندو في مؤتمر عقد في أبو ظبي أن المنشآت النفطية العراقية آمنة.
وفي وقت لاحق أعلن ترامب أنه لم تقع إصابات بسبب الغارة الجوية وأن الأضرار كانت «ضئيلة». لكن وفقًا لصحيفة ذي ميليتن تايمز، قال كوماندوز أمريكي إن قاعدة عين الأسد الجوية تضررت بشدة.
وأظهرت الصور التي التقطتها الأقمار الصناعية من قِبل شركة بلانيت لابز أضرارًا جسيمة لقاعدة الأسد الجوية. تعرضت خمسة مبان على الأقل لأضرار في الهجوم الذي بدا دقيقًا بما يكفي لضرب المباني الفردية. وقال ديفيد شمرر، المحلل في معهد ميدلبري للدراسات الدولية في مونتيري الذي قام بتقييم الصور، «يبدو أن الهجمات أصابت مبان تخزن الطائرات، في حين لم تُضرب المباني المستخدمة لموظفي الإسكان».
وقال اثنان من مسؤولي الدفاع لنيوزويك إن 18 صاروخًا، التي استخدمت أنظمة التوجيه على متنها، سقطت في قاعدة عين الأسد الجوية، وثلاثة منها على المدرج، في حين سقط صاروخ آخر على برج المراقبة الجوي. تم طائرة مروحية من طراز بلاك هوك وطائرة استطلاعية بدون طيار من طراز MQ-1، وتدمير عشرة خيام. وشملت الهياكل التالفة أيضًا مجمع للقوات الخاصة، واثنين من حظائر الطائرات، بالإضافة إلى الغرف السكنية لمشغّلي الطائرات المسيرة.
اعتقد العديد من المسؤولين الحكوميين الأوروبيين والأمريكيين أن إيران تجنبت عن عمد الإصابات في عملياتها من أجل إرسال رسالة عزمها على الانتقام من مقتل سليماني دون إثارة رد عسكري كبير. وقال قائد القوة الجوية التابعة للحرس الثوري الإيراني أمير علي حاجي زاده إن النية لم تكن قتل جنود القوات الأمريكية، لكن كان من الممكن أن يتم التخطيط للقيام به. كما انه ادعى، أن إيران شنت هجمات إلكترونية أعاقت الأنظمة الأمريكية لتعقب الصواريخ أثناء الضربات. وأضاف أن طرد القوات الأمريكية من المنطقة هو الانتقام الوحيد المناسب لمقتل الجنرال سليماني.

### الإصابات
أعلن العقيد غارلاند أنه كان هناك جنديان في أبراج حراسة في قاعدة عين الأسد الجوية، وخلال الهجمات الصاروخية دفعهما الضغط خارج مواقعهما، لكنهما عانيا ارتجاجاً فقط.
في 16 يناير، أي بعد أكثر من أسبوع من الهجوم، أكد العديد من مسؤولي الدفاع الأمريكيين أنه «بدافع الحذر»، تم نقل 11 جنديًا أمريكيًا إلى المستشفيات العسكرية، ثلاثة منهم إلى معسكر عريفجان في قاعدة أحمد الجابر الجوية في الكويت وثمانية إلى مركز لاندستول الطبي الإقليمي في ألمانيا لعلاج الإصابات الدماغية واجراء المزيد من التقييمات. تم نقل أول جندي جواً من العراق في 10 يناير، بينما تم إجلاء الآخرين في 15 يناير.
وفقًا لمسؤول دفاعي رفيع المستوى، «بعد حوالي أسبوع من الهجوم، ما زال بعض الأفراد العسكريين يعانون من بعض أعراض الارتجاج». مشيرًا إلى أنَّ «هذا أصبح معروفًا فقط خلال الـ 24 ساعة الماضية».
وعلى النقيض من التقارير الأمريكية، زعمت صحيفة القبس الكويتية في 18 يناير أن 16، وليس 11، من أعضاء خدمة الولايات المتحدة نقلوا إلى معسكر عريفجان للعلاج، وهم أصيبوا بحروق شديدة وجروح من الشظايا بالأضافة إلى ارتجاج في الدماغ.
وفي 24 كانون الثاني/يناير، قال متحدث باسم البنتاغون إن 34 من أفراد الخدمة أصيبوا بارتجاج في الدماغ جراء الهجوم. ونُقل 18 منهم إلى مركز لاندستول الطبي الإقليمي في ألمانيا، ونُقل ثمانية منهم لاحقًا إلى الولايات المتحدة لتلقي العلاج في مركز والتر ريد الطبي العسكري. فيما تم نقل الباقي إلى الكويت. كما عولجَ 16 من أفراد الخدمة في العراق وهم عادوا إلى الخدمة.
في 28 كانون الثاني/يناير، وفقًا لعدد من مسؤولي البنتاغون، فُحص ما يقرب من 200 شخص كانوا في منطقة الانفجار وقت الهجوم بحثًا عن أعراض. ونتيجة لذلك، «تم تشخيص إصابة 50 من أفراد الخدمة الأميركيين بإصابات في الدماغ». وقيل أن الأرقام قد تتغير. وقد عولج 31 منهم في العراق، بينما عولج 18 منهم في ألمانيا.
وفي 30 كانون الثاني/يناير اعلنت وزارة الدفاع الأمريكية إن 64 جندياً أميركيا أصيبوا بارتجاج في الدماغ جراء الضربات الإيرانية.
وفي 10 شباط/فبراير، أكد البنتاغون في بيان له، أنه «حتى اليوم، تم تشخيص إصابة 109 من أفراد الخدمة العسكرية الأمريكية بإصابات خفيفة في الدماغ».